# Control de l'estrès

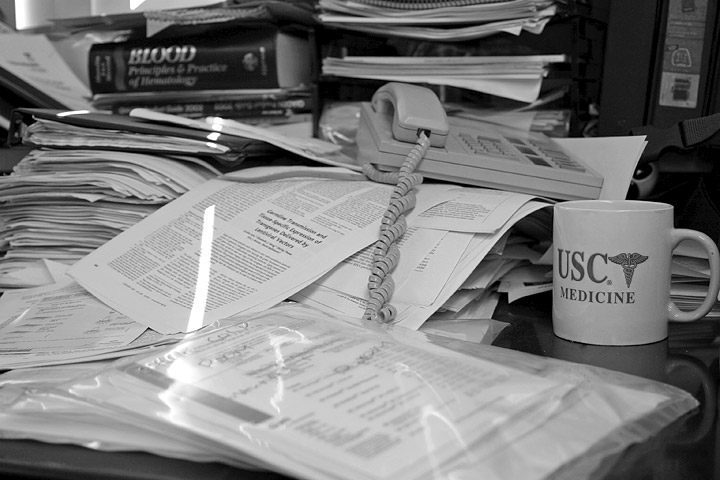
Un entorn desordenat i amb massa tasques pendents pot conduir a l'estrès

El Control d'estrès és un conjunt de tècniques que tenen la finalitat d'equipar una persona de mecanismes eficaços per afrontar l'estrès. Defineixen estrès com la resposta fisiològica d'una persona a un estímul intern o extern que desencadena la reacció de lluita o fugida. El control d'estrès és eficaç quan una persona utilitza estratègies d'afrontament o canvi de situacions estresants.
En els seus treballs pioners, Walter Cannon i Hans Selye van usar animals per a establir les bases científiques primerenques en l'estudi de l'estrès i extrapolar a éssers humans els resultats observats. Van amidar les respostes fisiològiques d'animals sotmesos a pressions externes, canvis abruptes de temperatura, calor i fred perllongats i procediments quirúrgics.